# Google Shopping
Google Shopping (anterior Google Product Search, Google Products și Froogle) este un serviciu oferit de Google care le permite utilizatorilor să caute produse pe site-uri de comerț online și să compare prețurile între diferiți comercianți.

## Amendă pentru practici anticoncurențiale
Pe 27 iunie 2017, comisara europeană pentru concurență, Margrethe Vestager, a amendat Google cu 2,4 miliarde de euro pentru încălcarea regulilor antitrust ale Uniunii Europene. Google a fost găsit vinovat de abuz de poziție dominantă ca motor de căutare, oferind un avantaj ilegal propriului său serviciu de comparare a prețurilor, adică Google Shopping.